# Universität für tibetische Medizin
Die Universität für tibetische Medizin (Tibetisch བོད་ལྗོངས་བོད་ལུགས་གསོ་རིག་སློབ་ཆེན།, Chinesisch 西藏藏医药大学) in Lhasa ist eine Hochschule für traditionelle tibetische Medizin.

## Geschichte
Im Jahr 1989 wurde das Institut für tibetische Medizin der Universität Tibet (西藏大学藏医学院) gegründet; 1993 wurde es als Institut für tibetische Medizin »Chagpori« (药王山藏医学院) als eigenständige Hochschule ausgegliedert und 2002 in »Institut für tibetische Medizin« (西藏藏医学院) umbenannt. 2018 erhielt die Hochschule ihren heutigen Namen.
2019 wurde um eine Milliarde Yuan ein neuer Campus außerhalb des Stadtgebietes mit einer Fläche von 33 Hektar errichtet.

## Studiengänge
Bachelor-Studiengänge:
- Tibetische Medizin (藏医学)
- Tibetische Arzneimittellehre (藏药学)
- Krankenpflege (护理学)
- Marketing (市场营销)
- Integrierte chinesische bzw. tibetische und westliche Medizin (中（藏）西医结合)
- Traditionelle chinesische bzw. tibetische Arzneimittelherstellung (中（藏）药制药)

Akademische Master-Studiengänge:
- Traditionelle chinesische Medizin – traditionelle tibetische Medizin (中医学-藏医)
- Traditionelle chinesische Arzneimittellehre – traditionelle tibetische Arzneimittellehre (中药学-藏药)

Berufsbildender Master-Studiengang:
- Traditionelle chinesische Medizin – traditionelle tibetische Medizin (中医学-藏医)

Doktoratsstudium:
- Traditionelle chinesische Medizin – traditionelle tibetische Medizin (中医学-藏医)[1]

## Forschungsprogramme
Die Universität war bis Februar 2016 am Programm 863 und am Programm 973 beteiligt, heute werden die Forschungsprojekte dort unter anderem von der Nationalen Stiftung für Naturwissenschaften gefördert.

## Zeitschrift
Die Universität gibt die Zeitschrift བོད་སྨན་སློབ་གསོ་དང་ཞིབ་འཇུག། (《藏医药教育与研究》 / Traditional Tibetan Medicine Studies; ISSN 1674-0572) heraus.

## Kooperationen
Die Universität verfügt über ein direkt angeschlossenes Krankenhaus und vier indirekt angeschlossene Krankenhäuser, fünf Lehrkrankenhäuser, zwölf Praktikumskrankenhäuser, zwei Lehrapotheken und eine Praktikumsapotheke.